# Отейру-да-Кортисада
Отейру-да-Кортисада (порт. Outeiro da Cortiçada)  —  район (фрегезия) в Португалии,  входит в округ Сантарен. Является составной частью муниципалитета  Риу-Майор. По старому административному делению входил в провинцию Рибатежу. Входит в экономико-статистический  субрегион Лезирия-ду-Тежу, который входит в Рибатежу. Население составляет 920 человек на 2001 год. Занимает площадь 14,53 км².
Покровителем района считается Дева Мария (порт. Nosssa Senhora da ribeira). 